# Rio Tacutu

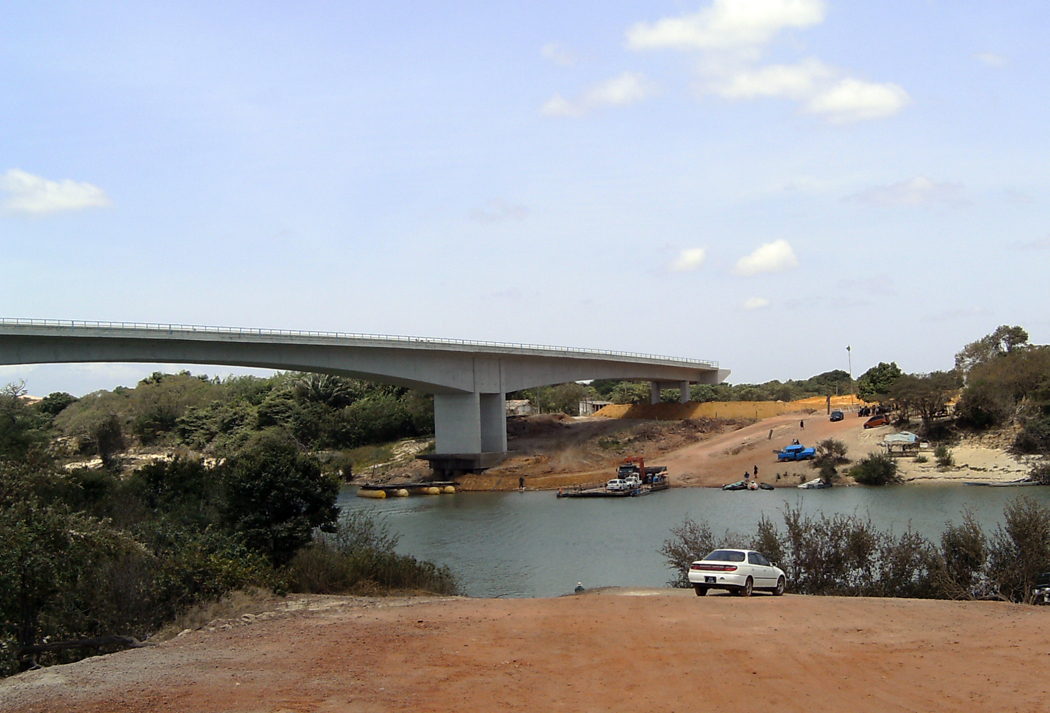
A Ponte sobre o Rio Tacutu, com a visão do lado brasileiro a partir da Guiana, na cidade de Lethem.

O rio Tacutu é um curso-d'água que banha o Brasil e a Guiana. Nasce a sudeste do estado de Roraima e ruma em direção norte até se juntar ao Maú, constituindo uma sub-bacia hidrográfica de 42,906 km². É um dos formadores do rio Branco, este afluente do Negro, o qual deságua no Amazonas.
O rio marca em um trecho a fronteira Brasil–Guiana, sobre o qual cruza a Ponte do Rio Tacutu, que liga a cidade de Bonfim a Lethem.
Etimologicamente, a palavra Tacutu vem de tagoa ita hu, que significa nas línguas do tronco caribe «rio da pedra amarela». Algumas tribos indígenas locais chamavam o rio de «Uruaru», segundo vários relatos bibliográficos.